# Glattstieliges Kurzbüchsenmoos

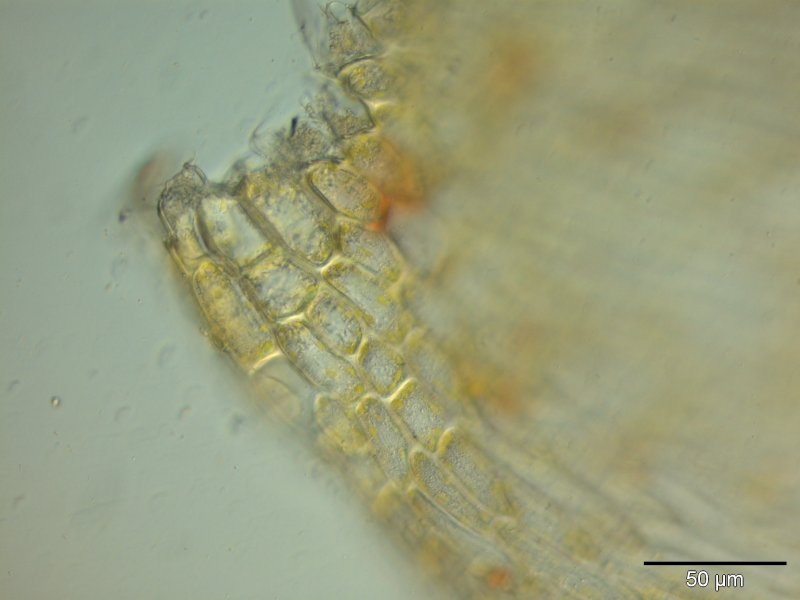
Undeutlich ausgebildete Blattflügelzellen, 400-fach vergrößert

Das Glattstielige Kurzbüchsenmoos (Brachythecium salebrosum) ist ein holarktisch verbreitetes Laubmoos, welches hauptsächlich in den gemäßigten Zonen vorkommt.

## Beschreibung
Die Pflanzen sind gelblich bis weißlich-grün gefärbt und bilden glänzende, verwebte Rasen. Die Stämmchen sind meist kriechend, dem Boden anliegend. Sie sind relativ dicht mit Rhizoidbüscheln besetzt und unregelmäßig in einfache Äste verzweigt, die oft auffällig aufrecht emporgestreckt sind. Die dicht gestellten Stämmchen- und Astblätter sind locker anliegend, eilanzettlich geformt und laufen allmählich in eine feine, nicht verdrehte Spitze aus. Oft weisen sie tiefe, an der Blattbasis beginnende Längsfalten auf. Die Blätter werden etwa 2,4 bis 3 mm lang. Der Blattrand ist häufig, bei den Astblättern besonders in der oberen Blatthälfte, fein gesägt. Die Laminazellen sind 70 bis 100 µm lang und 6 bis 10 µm breit. Die wenigen, undeutlich ausgebildeten Blattflügelzellen sind dickwandig. Die Seta ist rot gefärbt, glatt und bis 2 cm lang. Die zylindrisch geformte Kapsel ist schwach bis stark gekrümmt und weist ein rotbraunes Peristom auf. Die Sporenreife erfolgt ganzjährig, generell tritt sie jedoch in den Wintermonaten häufiger auf.

## Verbreitung
Es bevorzugt halbschattige, basen- und nährstoffreiche, humose, luftfeuchte Standorte in Wäldern, an Wegböschungen und an Brachen. Es besiedelt bevorzugt Laubbaumbasen, morsches Holz, Waldboden, ist aber auch auf Kalkgestein oder auf offener Erde nicht selten.